# Сомнение

Иллюстрация сомнения.

Сомне́ние — психическое состояние или состояние ума, в котором возникает воздержание от окончательно определённого суждения, или/и раздвоения (растроения и тому подобное) его становления, из-за неспособности сознания сделать дискретный однозначный вывод.

## Описание
Если ум не может обнаружить причин, аргументов, которые бы позволили ему прийти к однозначному решению относительно правильности или ошибочности своего мнения, тогда сомнение является отрицательным (то есть фактически блокирование дальнейшего анализа и выводов, «избегание» дискретизации). Если же разум выявил причины и они равной, подобной, сравнительной важности, делая таким образом унитарное решающее мнение невозможным, тогда сомнение считается позитивным (включающим инвариантность). В обоих случаях результатом является: невозможность формирования окончательного суждения (воздержание от него). Существует множество примеров, где человек не может победить, дискретизировать, перевести в стадию определённости свои сомнения.
Следует отметить также, что сомнение присуще в большей или меньшей степени любому суждению, и определённость или окончательность суждения никогда не является абсолютной. Суждение может считаться окончательным, или абсолютно определённым лишь в случае привязки к определённой ограниченной (фиксированной) точке зрения (так сказать, одной системы координат).
Сомнение считается фундаментальным отличием мыслящей и немыслящей природы (кибернетического устройства) (в настоящее время однако известен случай обучения нейросети возможности сомневаться). Задачи, стоящие перед существами мыслящими, имеют инвариантный набор решений, без эмпирических «взвешиваний» обойтись невозможно. Любое взвешивание может быть сделано только с допустимой погрешностью, а в конечном счёте это означает наличие сомнения в достаточной для данного случая точности этого взвешивания. По своей природе, вычислительной машине не присуще сомнение. Состояние неопределённости парализует действие машины. Это в свою очередь означает, что искусственный интеллект не станет полноценным конкурентом человеческого разума, если не научится сомневаться, в том числе относительно им самим принятых решений. Сомнение считаются признаком мыслящего существа.
Согласно идее о том, что сомнение является тонкой формой или симптомом большего страха или фобии от эго, психологи и психоаналитики часто приписывают это явление в ранних стадиях жизни, когда он формируется: то есть, детства. Именно там, учёные утверждают, насаждается сомнение в собственных возможностях и даже сама самоидентификация личности. Влияние родителей и других влиятельных лиц часто имеет глубокие последствия на следующее самовосприятие ребёнка (его), с сомнениями часто вовлечёнными в такие самопортреты.
В психопатологии, чрезмерное сомнение обычно ассоциируется с синдромом навязчивых состояний, часто называют «болезнью сомнения».